# Asteriks u Brytów
Asteriks u Brytów (fr. Asterix chez les Bretons) – siódmy tom o przygodach Gala Asteriksa, stworzony przez René Goscinnego (scenariusz) i Alberta Uderzo (rysunki). Komiks ukazał się po raz pierwszy na łamach czasopisma Pilote w latach 1965–1966. W 1966 r. wydano go w formie albumu.
Pierwsze polskie wydanie (w przekładzie Jolanty Sztuczyńskiej) pochodzi z 1992 r.

## Fabuła
Po podboju Galii Juliusz Cezar organizuje wyprawę, mającą na celu włączenie Brytanii pod władzę Rzymu. Inwazja kończy się powodzeniem; opór stawia jedynie mała wioska w Cantium, rządzona przez Zebigbossa.
Mieszkańcy wioski dochodzą do wniosku, że dalsza walka z Rzymianami jest skazana na niepowodzenie. Jeden z Brytów, Mentafiks, ujawnia wówczas, że jego cioteczny brat jest mieszkańcem galijskiej wioski, stawiającej opór najeźdźcom dzięki magicznemu napojowi, dającej nadludzką siłę. Zebigboss zobowiązuje Bryta do zdobycia napoju.
Mentafiks po kryjomu wymyka się z wioski i pokonuje Mare Britannicum. Po przybyciu do wioski Galów spotyka się z Asteriksem i przekazuje mu swoją prośbę. Panoramiks przygotowuje dla Bryta beczkę napoju magicznego. Asteriks i Obeliks decydują się towarzyszyć Mentafiksowi w podróży.

## Bohaterowie
- Asteriks
- Obeliks
- Panoramiks
- Mentafiks (fr. Jolitorax) – Bryt, cioteczny brat Asteriksa[6].
- Zebigbos (fr. Zebigbos) – Bryt, wódz wioski w Cantium[7].

## Adaptacje
Album stał się podstawą dla:
- francuskiego filmu animowanego Asterix w Brytanii z 1986 r.,
- francuskiego filmu aktorskiego Asterix i Obelix: W służbie Jej Królewskiej Mości z 2012 r.